# Kōsuke Shirai
Kōsuke Shirai (jap. 白井 康介, Shirai Kōsuke; * 1. Mai 1994 in der Präfektur Shizuoka) ist ein japanischer Fußballspieler.

## Karriere
Kōsuke Shirai unterschrieb seinen ersten Vertrag bei Shonan Bellmare. Der Verein aus Hiratsuka, einer Großstadt im Süden der japanischen Präfektur Kanagawa, spielte in der höchsten Liga des Landes, der J1 League. 2013 wurde er an Fukushima United FC nach Fukushima ausgeliehen. Ende 2013 stieg Shonan in die zweite Liga ab. 2014 wurde er mit Shonan Meister der zweiten Liga und stieg direkt wieder in die erste Liga auf. Von September 2016 bis Januar 2016 wurde er an den Ehime FC ausgeliehen. Mit dem Klub aus Matsuyama spielte er in der zweiten Liga, der J2 League. Nach Ende der Ausleihe wurde er von Ehime fest verpflichtet. Bis Ende 2017 absolvierte er insgesamt 91 Zweitligaspiele. 2018 wechselte er zum Erstligisten Hokkaido Consadole Sapporo nach Sapporo. Mit Sapporo stand er 2019 im Finale des J. League Cup. Im Endspiel verlor man im Elfmeterschießen gegen Kawasaki Frontale. Im Februar 2021 wechselte er auf Leihbasis zum Zweitligisten Kyōto Sanga nach Kyōto. Mit dem Verein aus Kyōto feierte er Ende 2021 die Vizemeisterschaft und den Aufstieg in die erste Liga. Nach der Ausleihe wurde er von Kyōto fest unter Vertrag genommen. Im Juli 2023 verließ er den Verein und schloss sich dem ebenfalls in der ersten Liga spielenden FC Tokyo an.

## Erfolge
Shonan Bellmare
- Japanischser Zweitligameister: 2014  ▲

Hokkaido Consadole Sapporo
- Japanischer Ligapokalfinalist: 2019

Kyoto Sanga FC
- Japanischer Zweitligavizemeister: 2021  ▲